# تاکدا نوبوکاتسو

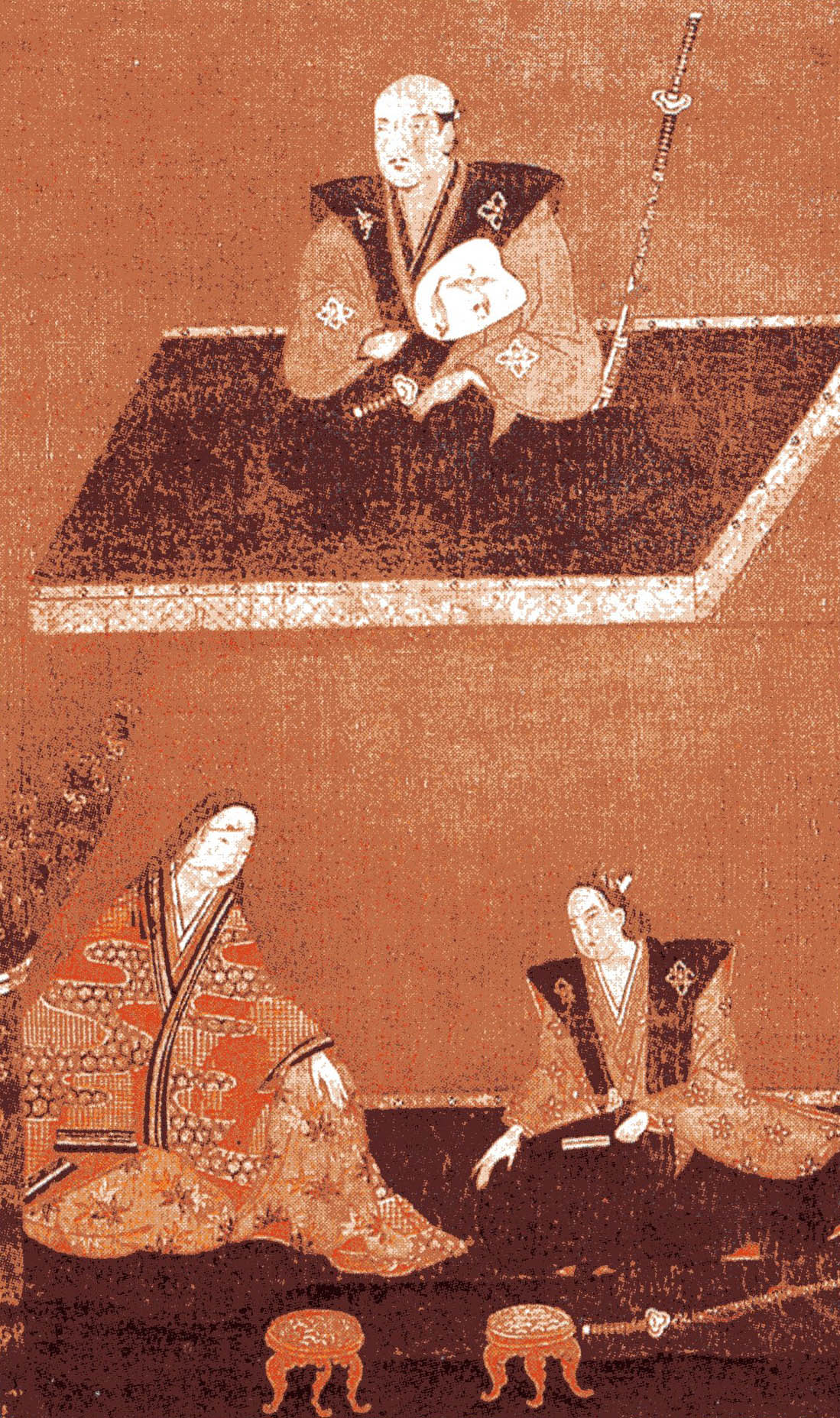
تاکدا کاتسویوری در کنار همسر و پسرش تاکدا نوبوکاتسو

تاکدا نوبوکاتسو (به ژاپنی: 武田 信勝 たけだ のぶかつ) (مرگ سوم آوریل ۱۵۶۷–۱۵۸۲) پسر ریوشو-این (خواهرزادهٔ اودا نوبوناگا) و رهبر خاندان تاکدا، تاکدا کاتسویوری و نوهٔ تاکدا شینگن بود. او آخرین رهبر خاندان تاکدا به‌شمار می‌رود. نوبوکاتسو در سن شانزده سالگی و پس از شکست در نبرد تنموکوزان همراه با پدرش خودکشی کرد.